# Principe consorte
Principe consorte è insieme al re consorte la definizione per indicare il marito di una regina regnante. In riconoscimento del suo status, a un principe consorte può essere dato anche un altro titolo formale, come principe. La maggior parte delle monarchie non consente al marito di una regina regnante di essere intitolato come re consorte perché è percepito come un titolo più alto di regina, tuttavia, alcune monarchie lo utilizzano. È inoltre possibile che il consorte di una regina possa non godere di alcun titolo nobiliare.

## Esempi

### Regno Unito
Nel Regno Unito, il titolo di principe consorte è esclusivo del principe Alberto, sebbene il termine si applichi come descrizione ad altri principi consorti britannici. Il titolo gli fu conferito nel 1857 da sua moglie, la regina Vittoria. Prima del principe Alberto, c'erano stati solo cinque consorti maschi inglesi, scozzesi o britannici, essendo i mariti di Maria I d'Inghilterra, della regina Anna e di Maria, regina di Scozia, l'ultima delle quali si sposò tre volte durante il suo lungo regno. Le restanti regine regnanti prima di Vittoria evitarono la questione del titolo appropriato per un consorte maschio, poiché Elisabetta I non si era mai sposata e il marito di Maria II, Guglielmo III, era stato esplicitamente nominato re di diritto. 

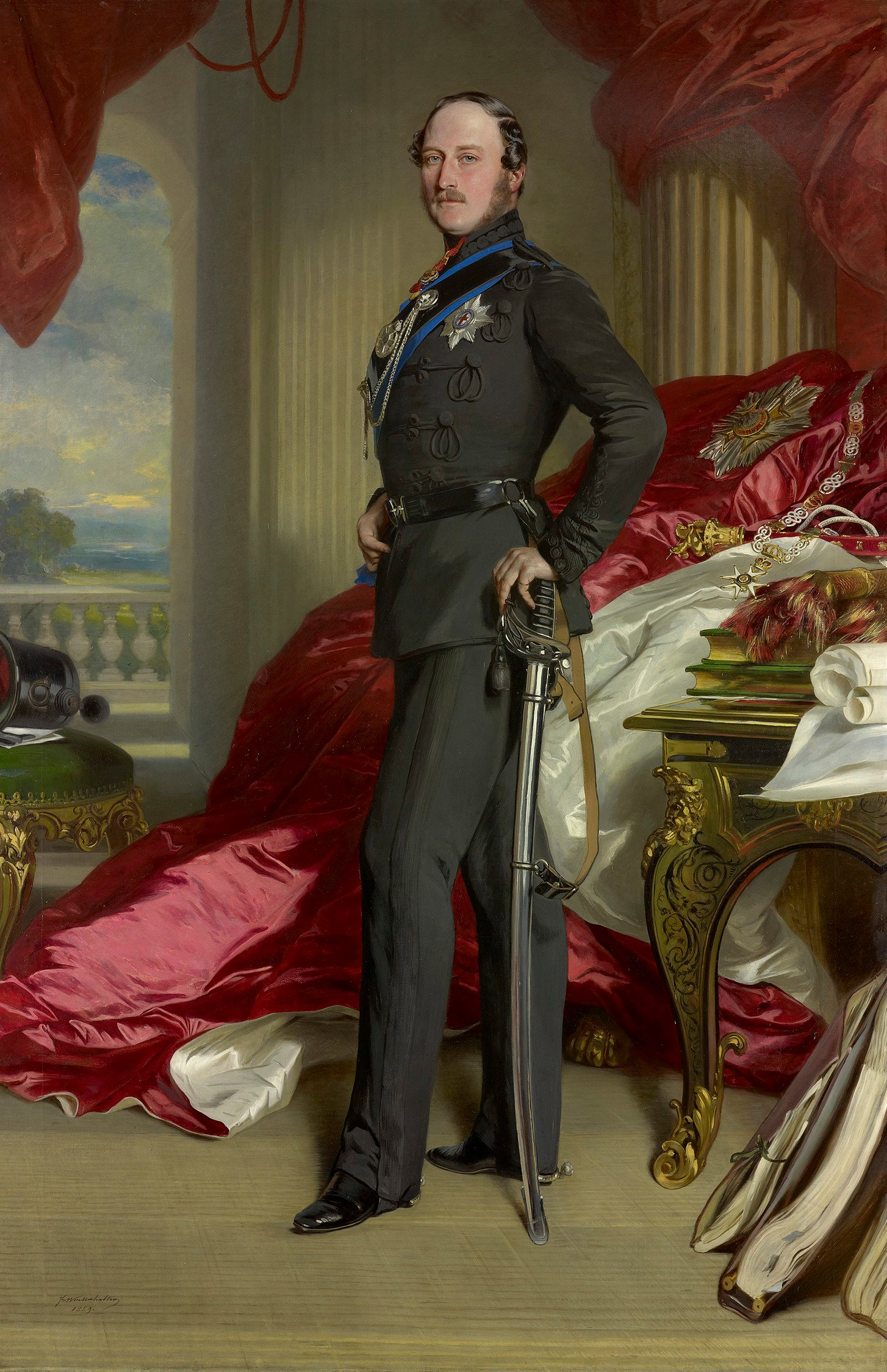
Nel 1857, il principe Alberto ricevette il titolo di principe consorte dalla moglie, la regina Vittoria.

I titoli dei cinque consorti maschi pre-vittoriani variavano ampiamente. Filippo di Spagna, marito di Maria I d'Inghilterra, fu dichiarato re jure uxoris e gli furono conferiti poteri pari a quelli della moglie mentre lei regnava, ma il marito della regina Anna, il principe Giorgio di Danimarca, non ricevette alcun titolo britannico se non il ducato di Cumberland (il suo titolo principesco era danese). Nel frattempo, i tre mariti di Maria, regina di Scozia furono dichiarati re consorti di Scozia, ma sia Enrico Stuart, Lord Darnley, che il suo predecessore Francesco II di Francia cercarono il riconoscimento come re jure uxoris (sotto una teoria proposta della "Corona Matrimoniale di Scozia"), ma nessuno di loro riuscì a diventarlo. 
L'unico consorte maschio dopo la morte del principe Alberto, il principe Filippo, duca di Edimburgo, consorte di Elisabetta II, fu nominato pari del Regno Unito prima del suo matrimonio con l'allora principessa Elisabetta nel 1947. Dopo l'ascesa al trono di Elisabetta nel 1952, ci fu un dibattito nei circoli reali e tra i politici di alto rango (sia in Gran Bretagna che in altri reami del Commonwealth, in particolare in Canada) sul titolo appropriato del marito. Alcuni leader, tra cui il primo ministro dell'epoca, Winston Churchill, suggerirono di far rivivere il titolo di principe consorte del principe Alberto. Altri proposero altri stili, tra cui "principe del regno" e "principe del Commonwealth" (quest'ultimo suggerito da John Diefenbaker, all'epoca membro del banco di prima linea dell'opposizione canadese). Nel 1957, Elisabetta creò Filippo principe del Regno Unito di Gran Bretagna e Irlanda del Nord, lo stesso titolo portato dai figli del sovrano. 
La distinzione tra le posizioni di principe consorte e re è importante nel sistema gerarchico patriarcale britannico. All'interno di questa gerarchia, il re detiene una posizione più elevata nella gerarchia sociale britannica rispetto a qualsiasi altro, e quindi gli viene attribuito più potere. Quando il monarca è donna, come la regina Vittoria, che salì al trono nel 1837, il potere viene attribuito alla regina, poiché detiene la posizione più alta in assenza di un re.  A differenza di una regina consorte, un principe consorte non viene incoronato e unto insieme alla moglie durante la sua incoronazione.

### Altri paesi
Giacomo I divenne il principe consorte di Monaco nel 1731 dopo che sua moglie, Luisa Ippolita, divenne la principessa sovrana. Nei Paesi Bassi, il titolo fu utilizzato da Enrico di Meclemburgo-Schwerin, Bernardo di Lippe-Biesterfeld e Claus van Amsberg. 
Nel 2005, il principe Henrik, marito di Margherita II di Danimarca, ottenne il titolo. Aveva richiesto il titolo di "re consorte" e lo stile di Sua Maestà, ma gli fu negato. Nel 2016, annunciò che al suo ritiro, sarebbe tornato al titolo di principe che aveva ricevuto in occasione del loro matrimonio nel 1967.

## Principessa consorte
La controparte femminile del termine è "principessa consorte", ma nelle monarchie occidentali, dove le mogli dei re sono sempre appellate regine consorti, tale appellativo e l'omologo titolo nobiliare non sono utilizzati. Fa eccezione Mary Lilian Baels, che nel 1941 sposò il re Leopoldo III del Belgio, vedovo, mentre questi era tenuto dai nazisti agli arresti domiciliari con lo status di prigioniero di guerra: sia le circostanze del matrimonio, sia l'ordine di celebrazione delle nozze (la cerimonia religiosa precedette quella civile, in contrasto con la legge belga), sia le polemiche politiche sulla condotta del sovrano in occasione dell'invasione nazista, che lo avrebbero poi condotto all'abdicazione nel 1951, furono alla base del mancato riconoscimento del titolo di regina consorte.
Era stato tuttavia annunciato che quando Carlo, principe di Galles avrebbe assunto la carica di sovrano (fatto poi avvenuto alla morte della regina Elisabetta II, nel 2022), la sua seconda moglie Camilla Shand - che per un atto di cortesia nei confronti della defunta prima moglie del principe preferì adottare il titolo di Duchessa di Cornovaglia in luogo di quello di principessa di Galles - non sarebbe stata identificata come Sua Maestà la Regina, ma come Sua Altezza Reale la principessa consorte. Nel 2018, il sito ufficiale di Clarence House, residenza della coppia, ha tuttavia rimosso tale dichiarazione. Camilla Shand è stata infine proclamata regina consorte contemporaneamente alla proclamazione del marito Carlo, il 10 settembre 2022.
Attualmente in Europa c'è una sola principessa consorte: Charlene, Principessa di Monaco e, al di fuori delle monarchie occidentali, il titolo di principessa è portato dalla moglie del re Hamad del Bahrein, Sabika, sin dal 2002.

## Usanza non europea
Il titolo imperiale cinese di "駙馬" (fùmǎ) e il suo equivalente mancese "額駙" (éfù), è qualche volta tradotto come principe consorte. Questo è in origine un ufficio della casa imperiale, che poi evolvono nel titolo riservato per i mariti delle principesse imperiali. Questi principi consorti possono detenere altre cariche e titoli di per sé.